# Televicentro
Televicentro Canal 2 é uma emissora de televisão da Nicarágua de sinal terrestre em escala nacional, propriedade da empresa Televicentro de Nicaragua S.A, fundada em dezembro de 1965. Seu prefixo radio-fônico de televisão é YNTC-TV e se encontra localizado na cidade de Managua, na 11ª Avenida Sudeste.

## História
Televicentro foi fundada em dezembro de 1965 por Octavio Sacasa Sarria e o canal teve sua primeira transmissão em março de 1966. Este foi o segundo canal de televisão do país, depois do Canal 6 (que era propriedade da família Somoza). A primeira transmissão em cores teve aconteceu em 1973.
Com o triunfo da revolução sandinista em julho de 1979, Canal 2 junto com Canal 6 chegaram a ser parte do monopólio televisivo de propriedade estatal conhecida como Sistema Sandinista de Televisión (SSTV). Canal 2 retornou a seus donos originais no final de 1989. En 1996, Canal 2 chegou a ser o primeiro canal de televisão centro-americano a ter sua página oficial na internet. Os programas mais populares do canal são: TV Noticias (informativo), Primera Hora (programa matutino), as telenovelas produzidas principalmente no Brasil, México e Colômbia, e séries americanas. As Principais atrações internacionais são da Telemundo, Tv Globo e RCN Televisión.
Em 2005, Canal 2 firmou um acordo com o Canal 33 da Costa Rica com o propósito de transmitir as emissões noturnas do Noticiário 22-22 desse país. Em 2006, o Canal 2 iniciou suas transmissões ao vivo pela internet. Esta transmissão inclui todos os programas produzidos no país, e o sinal pode ser recebido através da página oficial da emissora.